# Villa Grimaldi
Villa Grimaldi es una extensa propiedad en las laderas precordilleranas de la comuna de Peñalolén, en Santiago de Chile. Este lugar fue uno de los mayores centros de detención y tortura durante la dictadura militar liderada por Augusto Pinochet. Se ha transformado en el Museo de Sitio Parque por la Paz Villa Grimaldi gracias al trabajo de La Corporación Parque por la Paz Villa Grimaldi y el apoyo de organizaciones sociales, de vecinos, de Derechos humanos y de familiares de Detenidos desaparecidos.

## Antecedentes históricos
En los terrenos donde se construiría la Villa Grimaldi se ubicaban unas casas de adobe habitadas por el administrador de la antigua Hacienda de Peñalolén, que durante la primera mitad del siglo XIX pertenecieron a la familia del destacado abogado y humanista chileno Juan Egaña. Allí se desarrolló una intensa vida cultural, propiciada por Egaña, teniendo como huéspedes a personas de la talla de Andrés Bello, Manuel de Salas o Benjamín Vicuña Mackenna. En la segunda mitad del siglo XIX, la propiedad estuvo en manos de don José Arrieta (quien dio el nombre a la avenida que colinda con el recinto), acorde a la tradición cultural establecida por Egaña.

## Centro de detención y tortura

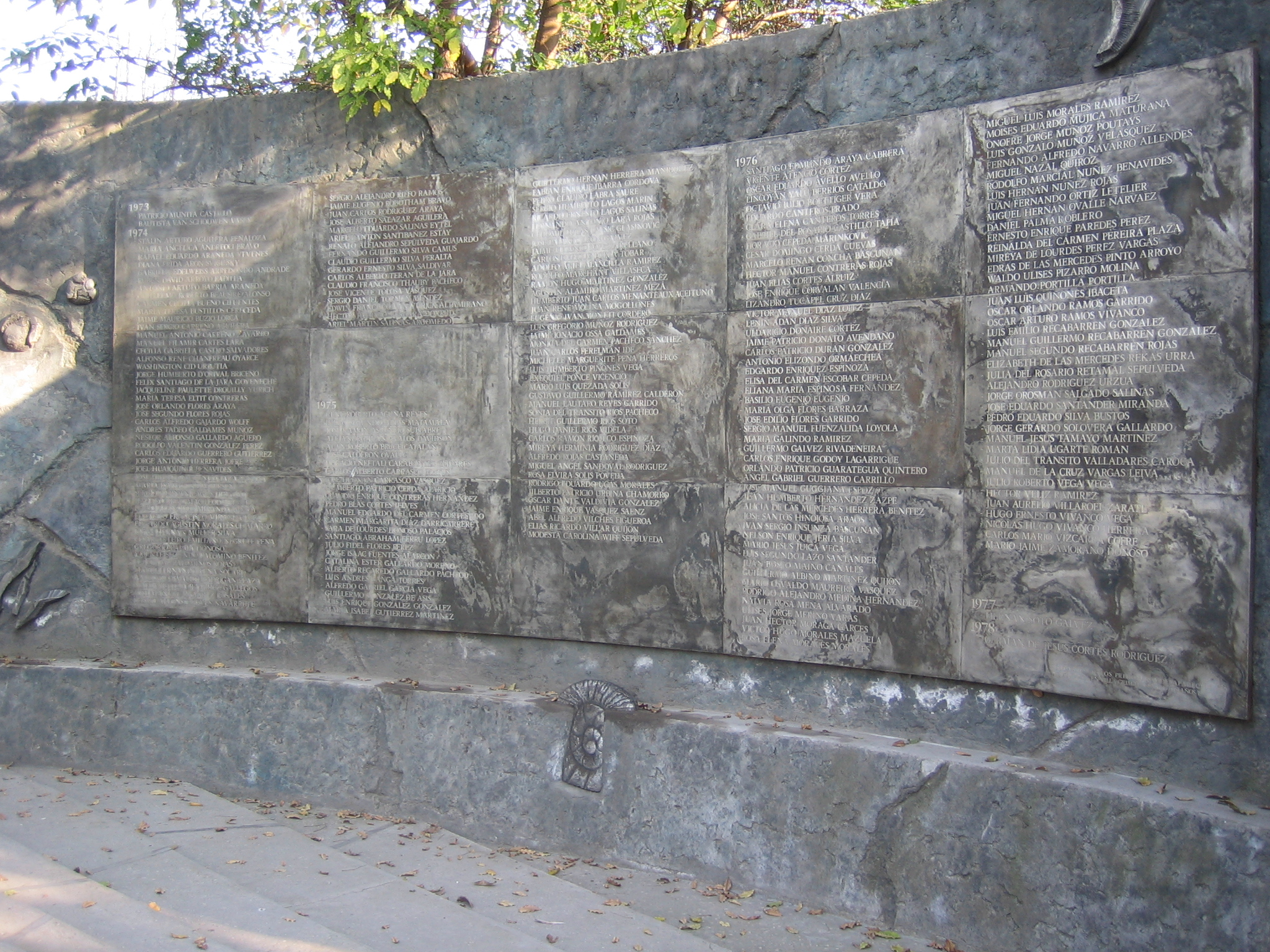
Nombres de los 229 hombres y mujeres ejecutados o hechos desaparecer desde Villa Grimaldi.

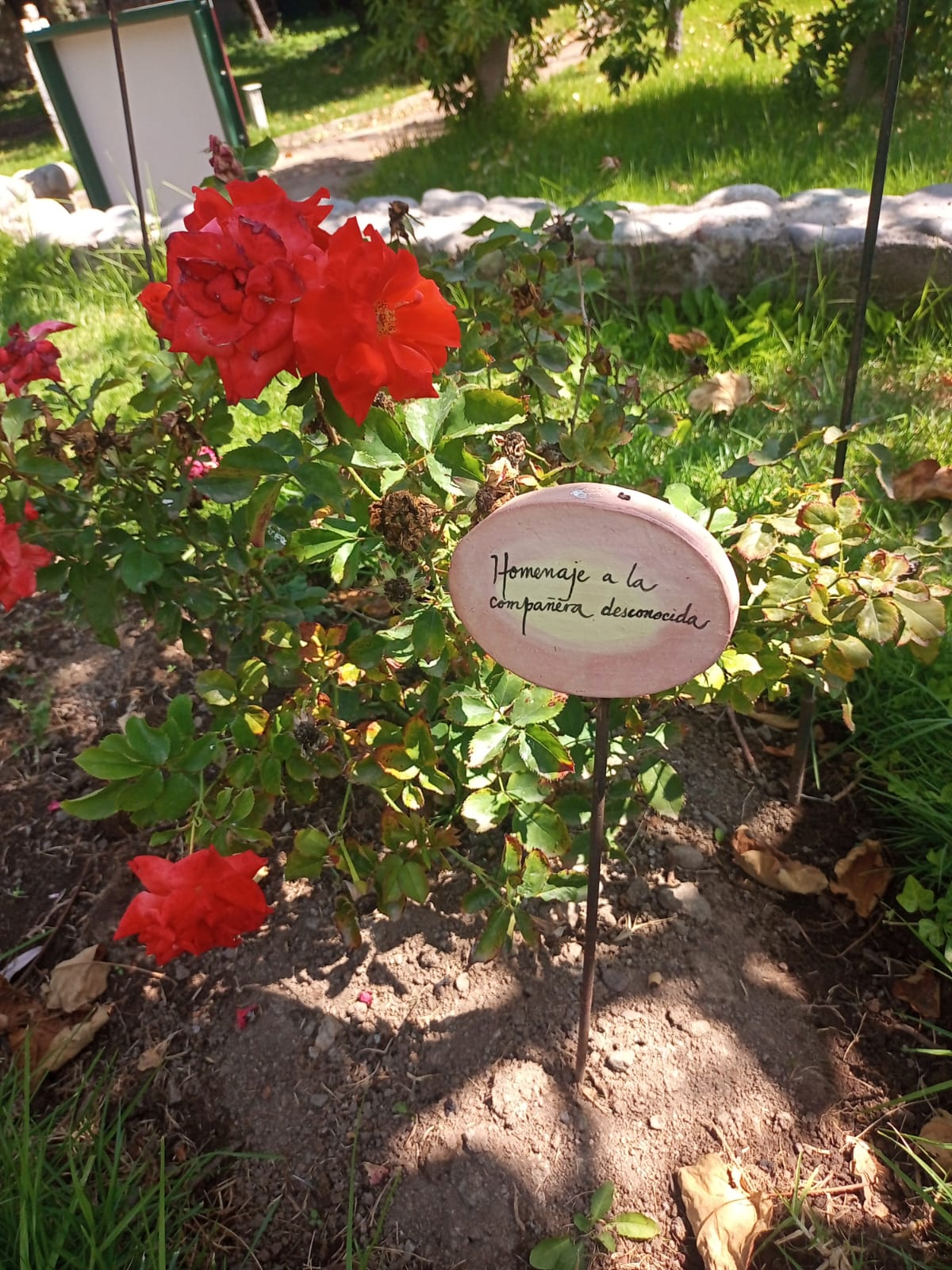
Jardín de Rosas donde cada rosal tiene el nombre de alguna de las mujeres que fueron ejecutadas en el recinto. En la foto a la "compañera desconocida"

Con posterioridad al golpe de Estado del 11 de septiembre de 1973, la Dirección de Inteligencia Nacional (DINA) comenzó a buscar un recinto donde instalar un gran centro operativo. Al vislumbrar Villa Grimaldi, presionaron a su dueño, Emilio Vasallo, para que les transfiriera el fundo.
Posterior a esta petición, el 12 de septiembre de 1973, la propiedad conocida como Villa Grimaldi, es allanada para a futuro ser ocupada por el cuartel central de la Brigada de Inteligencia Metropolitana (BIM). Se cree que la elección de este lugar se debió al lugar estratégico en el que se encontraba, ya que se ubicaba en un lugar periférico, alejado de la ciudad. Además estaba ubicada cerca del Comando de Telecomunicaciones del Ejército (donde se ordena el bombardeo al Palacio de La Moneda), y del aeródromo Tobalaba.
Posterior al allanamiento de la propiedad y debido a presiones directas sobre el dueño del recinto, Villa Grimaldi es ocupada por la DINA, dirigida por Manuel Contreras, la cual en 1974 se instala de manera definitiva en el lugar, convirtiéndose de esta manera en el "Cuartel Terranova". Es en este momento en el que se comienza a utilizar como un centro oculto y clandestino de prisión, detención y tortura.
En 1974 el campo recibió a sus primeros ocupantes, y logró capacidad operativa plena a fines de ese año. Este era el cuartel de la Brigada de Inteligencia Metropolitana de la DINA, y su primer jefe fue el mayor César Manríquez Moyano. En esta época (la más dura en materia de torturas y desapariciones forzadas) operaban en Santiago los centros Londres 38 (conocido como Yucatán), José Domingo Cañas e Irán 3037 (la Venda Sexy). 
Se estima que cerca de 5000 personas pasaron en algún momento detenidas dentro de Villa Grimaldi. De este total 18 fueron ejecutados políticos y 211 permanecen hasta hoy como detenidos desaparecidos. La principal función de la Villa era ser un macabro centro de tortura y detención, a grandes niveles. En un comienzo la persecución estuvo dirigida contra militantes del Movimiento de Izquierda Revolucionaria (MIR),  del Partido Socialista de Chile (PS) y a partir de 1975 del Partido Comunista. Uno de los más destacados prisioneros de este recinto fue Carlos Lorca Tobar, diputado socialista y la Presidenta de la República Michelle Bachelet junto a su madre, Ángela Jeria.
Con la disolución de la DINA en 1976, la propiedad pasó a la Central Nacional de Informaciones (CNI) para fines administrativos. Con el objeto de eliminar toda la evidencia del centro, en 1988 la propiedad fue traspasada a Hugo Salas Wenzel, director de la CNI. Posteriormente se subdivide la propiedad en lotes y se demuelen todos los recintos internos salvo el muro perimetral.
Dentro de este recinto, había diferentes áreas específicas donde se llevaban a cabo diversas torturas que desde el exterior no se tenía conocimiento debido al hermetismo del lugar y a la propia morfología del terreno debido al sector en el que se emplaza. 
Posterior a la dictadura militar, fue demolida toda la memoria y evidencias como centro de tortura, pero gracias a un detenido que sobrevivió se pudo reconstruir por medio de croquis y declaraciones que hizo con respecto al lugar. Estos lugares son: centros de detención La Torre, Casas Corvi, Piscinas y Celdas de Tortura.

## Memorial

### Consolidación del Parque por La Paz
Villa Grimaldi es recuperada como espacio público por un movimiento social integrado por vecinos, organizaciones de base, parroquias, juntas de vecinos, organismos de derechos humanos, ex detenidos de villa Grimaldi, familiares y amigos de detenidos y/o ejecutados del lugar. 
A fines de la década de los 80, nace un movimiento social local, en las comunas de Peñalolén y La Reina, para oponerse a la demolición del lugar por parte de la empresa constructora EGPT, cuyos dueños eran familiares del último director de la central nacional de informaciones (CNI).
En 1994 el Estado de Chile expropió Villa Grimaldi.

### Apertura de la Villa Grimaldi
La apertura de este espacio fue realizada en 1994 y Villa Grimaldi resultó ser el primer centro de detención, tortura y exterminio recuperado por las dictaduras del Cono de Sur América de los años 70 y 80. Este año, en el día de los derechos humanos, se abren las puertas de Villa Grimaldi, dándose un paso esencial para el proyecto Parque por la Paz. 
El 13 de julio de 1996 nace una organización llamada "Corporación Parque por la Paz Villa Grimaldi", de carácter privado y sin fines de lucro. Esta se encarga de gestionar y preservar el lugar para lograr mantener la memoria de los detenidos desaparecidos que fueron torturados en aquel lugar.
El 22 de marzo de 1997 se inaugura el Parque por la Paz Villa Grimaldi. Los arquitectos paisajistas que se adjudicaron la propuesta fueron Ana Cristina Torrealba, Jose Luis Guajardo y Luis Santibáñez. Utilizaron como base, el proyecto de título de Torrealba, con el que se graduó como Arquitecto en la Pontificia Universidad Católica de Chile.

## Recintos

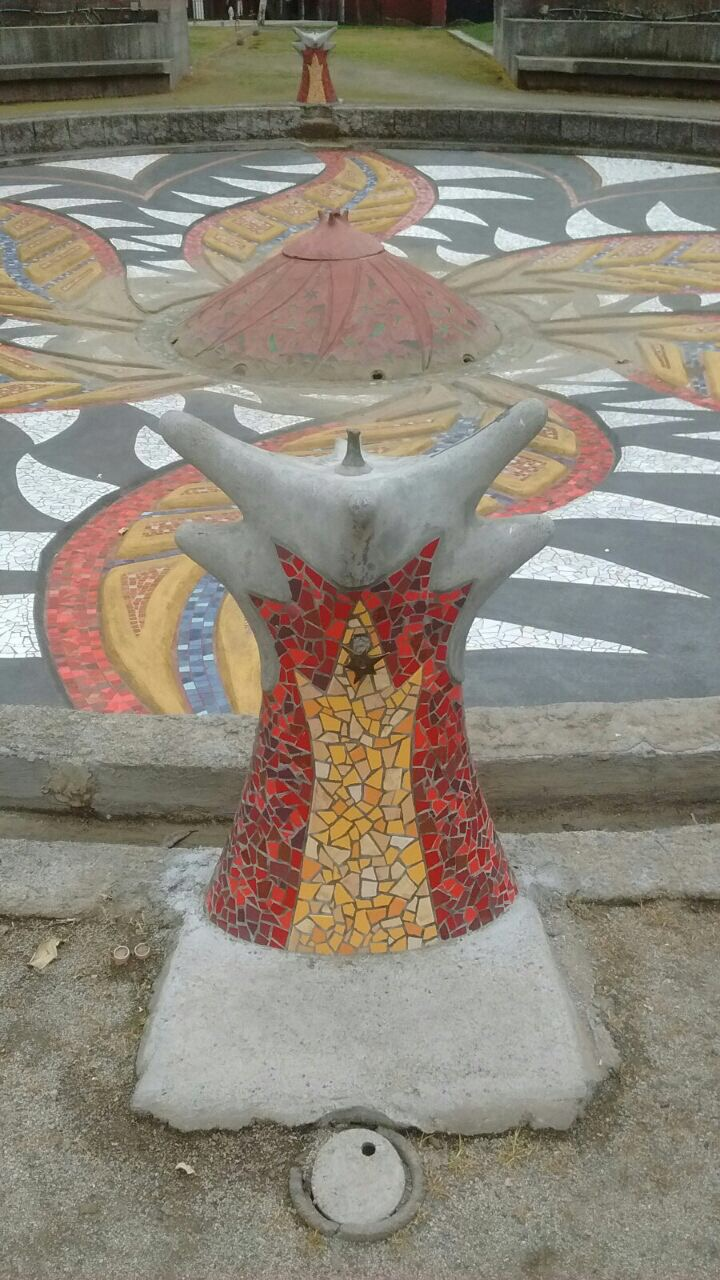
Escultura simbólica, los elementos para diseñar el parque fueron Agua, Fuego y aire.

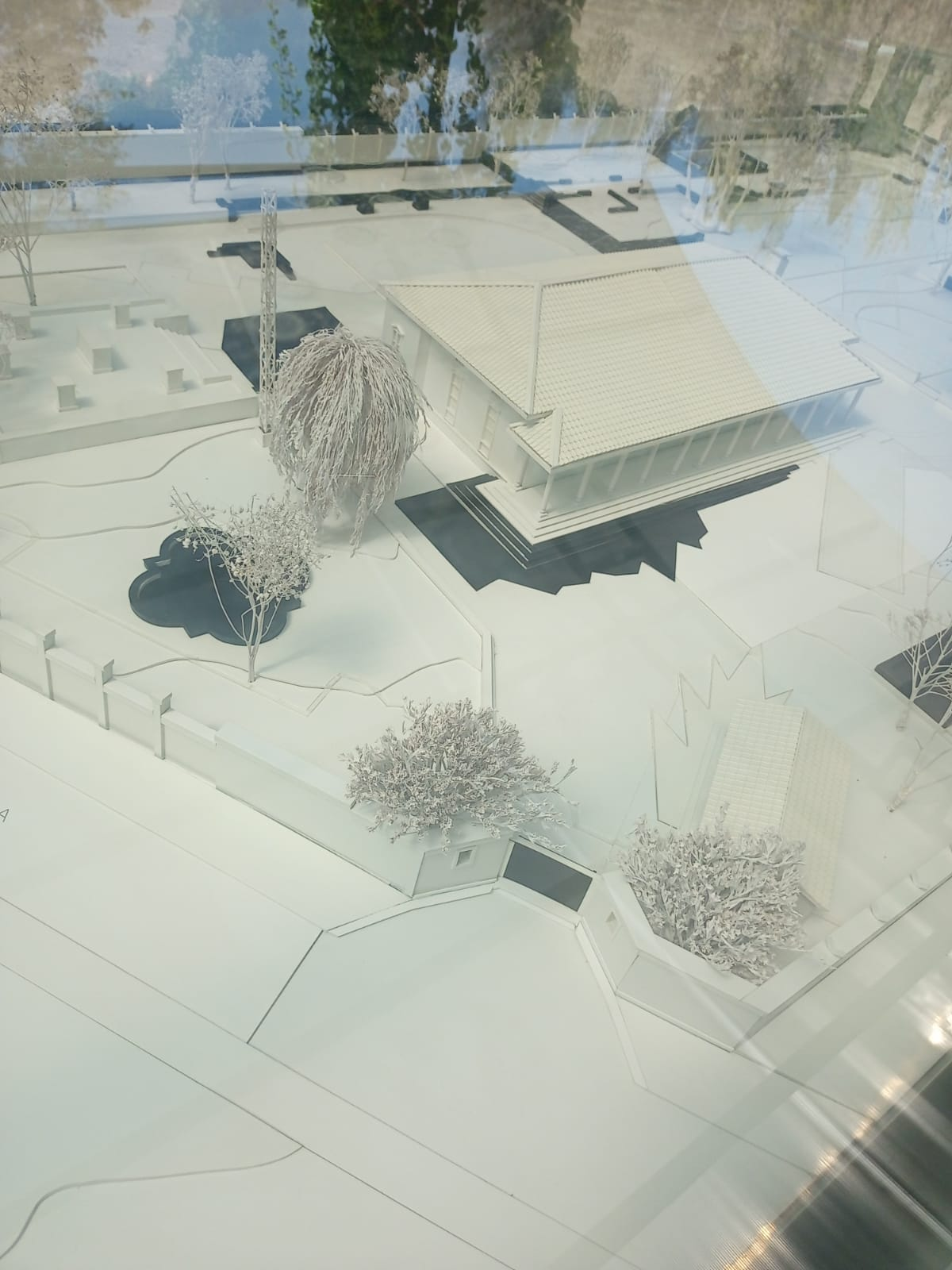
Maqueta recreando las instalaciones del Centro de Detención

- Arquitectura Simbólica, fuente de agua: El diseño del parque por la paz, se basa en una arquitectura simbólica a partir de los elementos del agua, fuego y del aire. Este contempla tres grandes elementos. Una x que marca el sitio mediante dos caminos que se cruzan y que atraviesan todo el parque; una fuente de agua ubicada al centro del cruce y del parque que evoca la purificación del lugar mediante el agua; y una escultura en forma de llama ubicada delante del antiguo portón de acceso, con forma de simbolizar la entrada al lugar.
- Maqueta Villa Grimaldi: Ubicada actualmente sobre el lugar en que se encontraba La Casona, lugar operacional de los agentes de la DINA que también contenía celdas de tortura, se exhibe una maqueta que representa la arquitectura de Villa Grimaldi durante el año 1975. El edificio original fue demolido por lo que la reconstrucción se hizo con base a fotografías y maquetas realizadas anteriormente. y además gracias al testimonio de sobrevivientes.

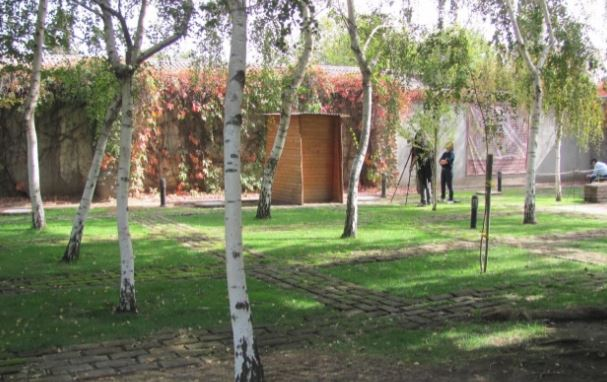
Patio de Abedules

- Patio de los Abedules :Es el lugar que se encuentra al poniente del parque y es donde se ubicaban las celdas de tortura de los detenidos. Es un reticulado de piso de ladrillo, donde cada rectángulo representa las celdas de los cautivos y el borde de ladrillos que representas los angostos pasillos entre las celdas. Tanto el tamaño de las celdas como el de los pasillos mantienes las proporciones originales. En medio de cada "celda" hoy crece un abedul que simboliza la vida saliendo desde un lugar de muerte.
- Portón: Era el único ingreso vehicular en donde se llevaba a cabo el transporte de los detenidos hacia las celdas de tortura, y su vez la salida de los cuerpos asesinados. En 1997 se realizó una ceremonia junto a familiares de las víctimas y se acordó clausurar ese portón "para que nunca más sea transitado por persona alguna". Simbólicamente su llave fue entregado al sacerdote José Aldunate, un reconocido promotor de la creación del Parque de la Paz.

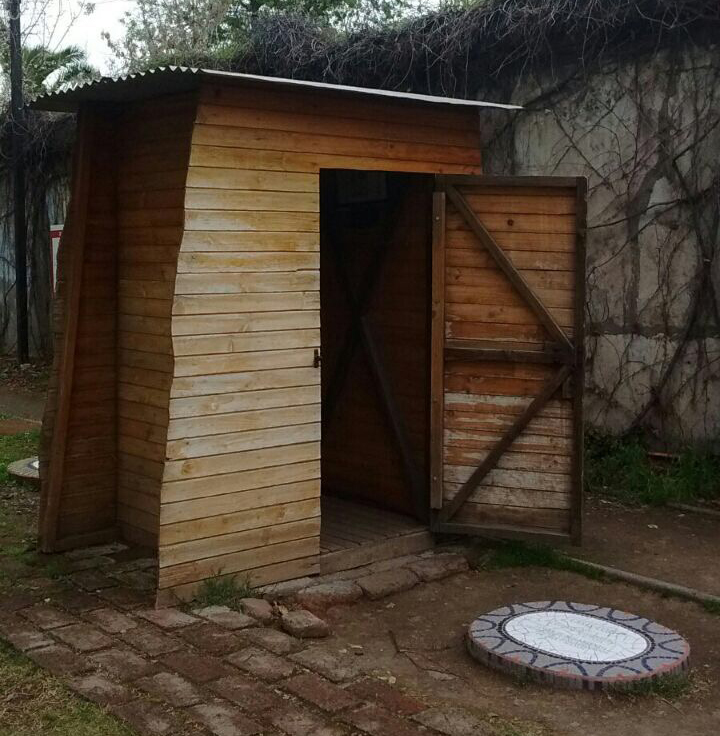
Celda reconstruida a partir de testimonios de sobrevivientes

- Casa Corvi: Ubicada en el costado poniente del parque, hoy se puede apreciar una celda reconstruida a partir de testimonios de sobrevivientes con el objetivo de mostrar las condiciones de la reclusión sufrida. En las celdas de esas características podían permanecer hasta 4 personas. Su tamaño era de 2x1 m.  ello suponía una parcial o casi total inmovilidad. En su interior se exhiben dibujos alusivos, realizados por un exprisionero.

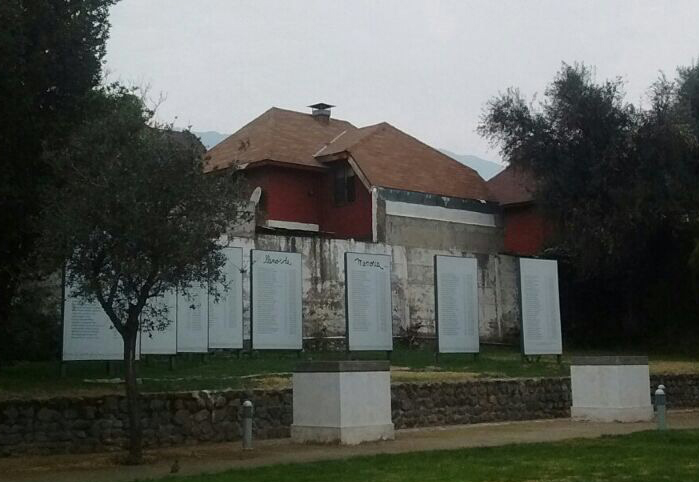
Inscritos los nombres de los detenidos desaparecidos y ejecutados políticos que estuvieron en la Villa Grimaldi.

- Muro de los nombres: En dos memoriales, en diferentes lugares del sitio, están inscritos los nombres de los detenidos desaparecidos y ejecutados políticos que estuvieron secuestrados en Villa Grimaldi. El primer Muros de los Nombres, compuesto hoy por ocho paneles, fue realizado para la inauguración del Parque por la Paz Villa Grimaldi, y presenta los nombres de las personas por orden alfabético identificando su condición de detenido desaparecido o ejecutado político. Se aprecia además un segundo Muro de los Nombres construido en piedra, en el cual los nombres de las víctimas están grabados sobre placas de acero, señalando los años de su asesinato o detención.

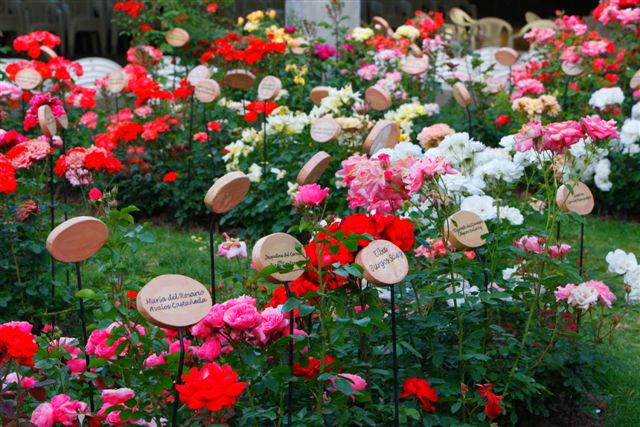
Jardín de rosas.

- Jardín de rosas: El proyecto “Jardín de las Rosas” consiste en la recuperación de una rosaleda original de Villa Grimaldi, cuyo objetivo es honrar la memoria de las mujeres víctimas de violencia o represión estatal de la Dictadura Militar. Para esto se invitó a la comunidad a ser parte del proyecto amadrinando o apadrinando un rosal y ubicando una placa con el nombre de cada mujer. Cuando la Villa Grimaldi fue utilizada como centro secreto de detención, tortura y exterminio, muchos de sus espacios internos fueron modificados para ser usados con otros propósitos; sin embargo, el jardín de rosas, permaneció intacto. Numerosos testimonios relatan experiencias en torno a la rosaleda, lo que da cuenta de la diversidad de memorias en torno a Villa Grimaldi, algunas mujeres al estar vendadas, percibían con más fuerza los aromas de estas rosas que llegaban a ellas en medio del dolor y la indefensión.

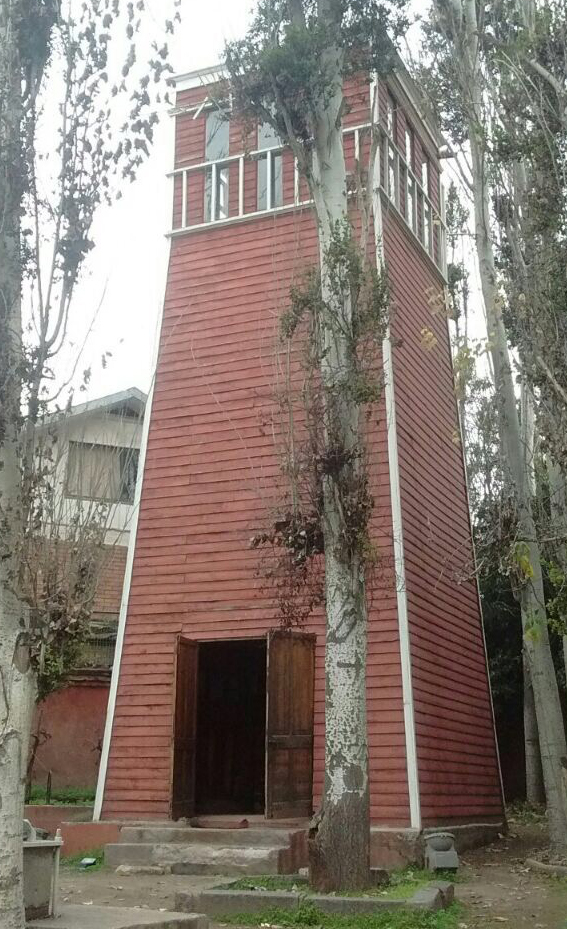
Reconstrucción de la antigua torre, la cual funcionó para albergar prisioneros en régimen de aislamiento

- Torre: La torre corresponde a la reconstrucción en la antigua torre que surtía de agua a la propiedad de Villa Grimaldi y que durante el periodo en el que funcionó como centro de detención fue acondicionada para albergar prisioneros en régimen de aislamiento. La torre original fue destruida, permaneciendo únicamente sus cimientos y pozo de agua. Su reconstrucción fue realizada el año 2000 para mostrar a los visitantes de manea más elocuente lo que fue Villa Grimaldi como centro de detención, tortura y exterminio. Se construyó conservando los cimientos los escalones originales del ingreso. El interior se logró recrear gracias a los testimonios de algunos de los sobrevivientes.

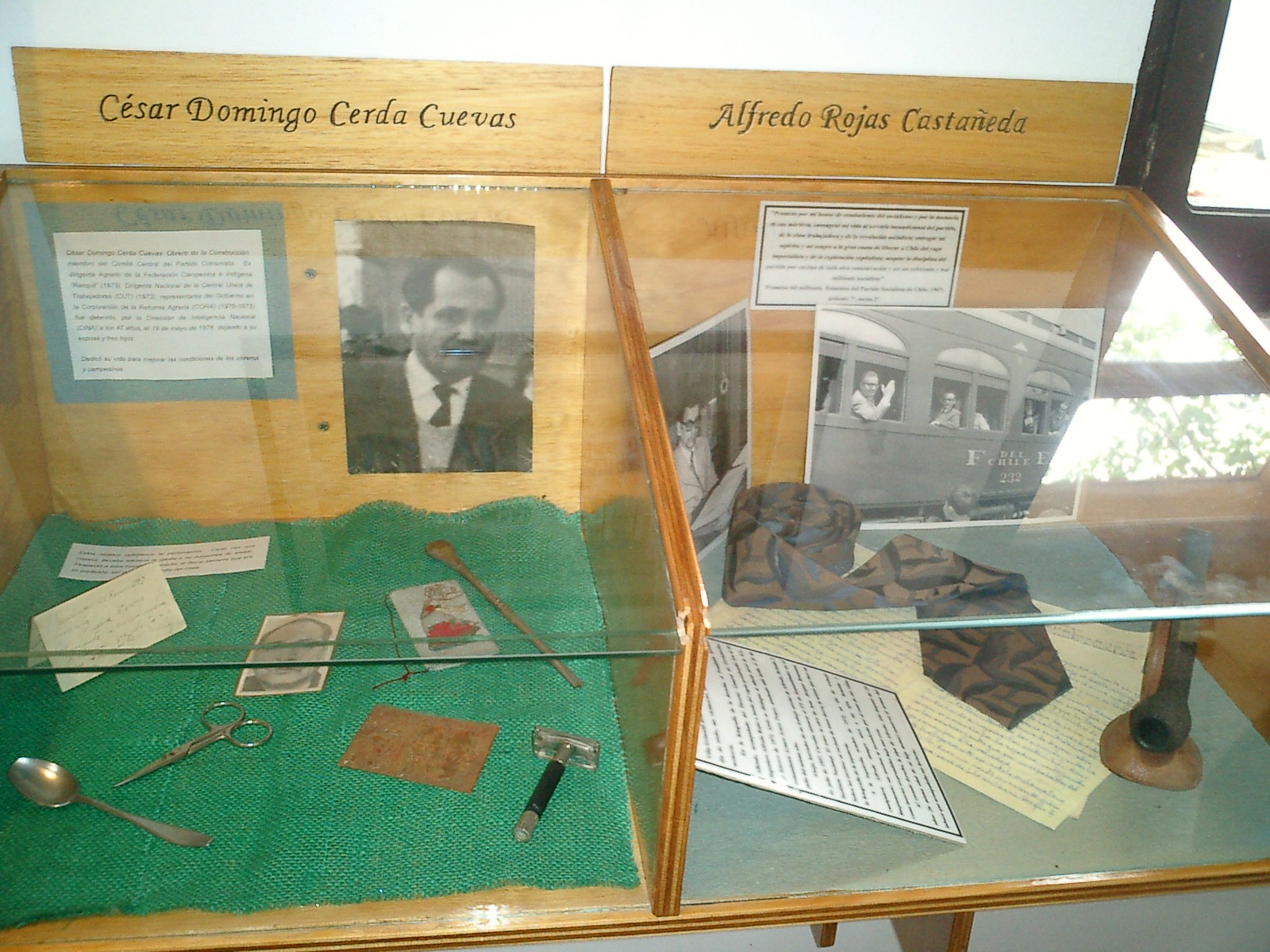
Vitrina con objetos personales de las víctimas

- Sala de la Memoria: en 2004 se inauguró la Sala de la Memoria para representar a quienes fueron víctimas de la desaparición y ejecución en Villa Grimaldi. Se trata de vitrinas con objetos personales que muestran la vida cotidiana, familiar y política de las personas. Esta muestra fue desarrollada en conjunto con sus familiares, quienes instalaron los objetos exhibidos. A la entrada de esta sala se exhiben fotografías de personas, desaparecidos y ejecutados en Villa Grimaldi.

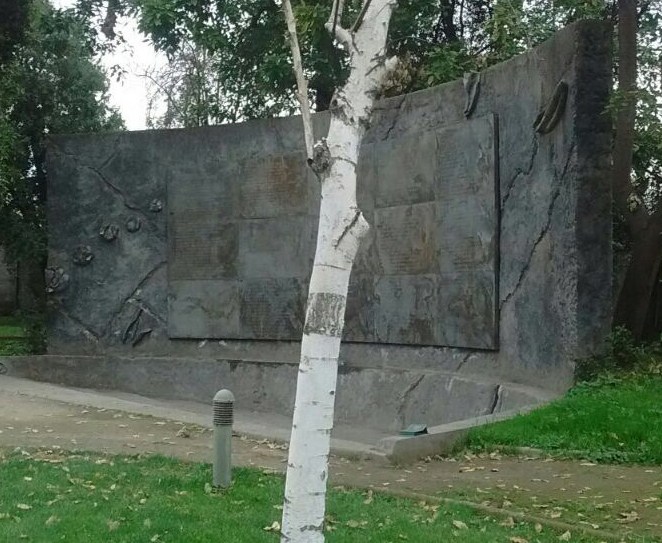
Recuerda a las 191 mujeres detenidas y desaparecidas durante la dictadura

- Memorial de las mujeres: Este memorial recuerda a las 191 mujeres detenidas desaparecidas y ejecutadas políticas de la dictadura con rosales que llevan una placa con un nombre. Se incluye además, una placa en blanco que recuerda a las compañeras desconocidas. El memorial se inspira en el recuerdo de las prisioneras del aroma del antiguo Rosedal de villa Grimaldi, y fue desarrollando gracias a la participación de familiares, amigos y compañeros y compañeras de las víctimas.

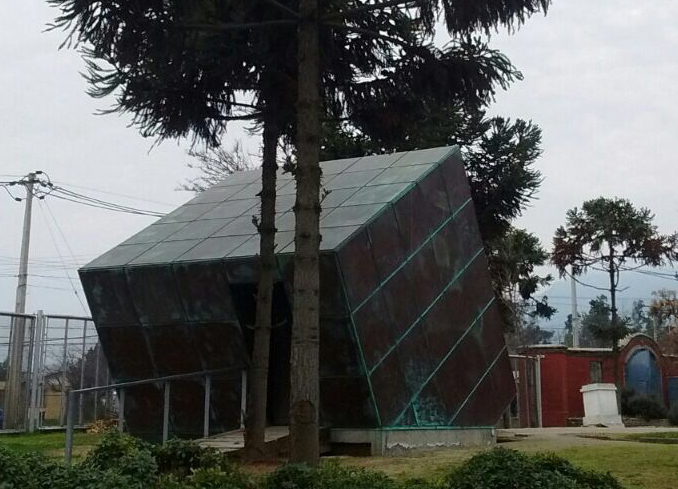
En el interior se exhibe restos de los rieles de ferrocarril.

- Monumento Rieles de la Bahía Quintero: Es una obra de los arquitectos Juan Pablo Araya y Leonel Sandoval, contratados por la Corporación Parque Por la Paz Villa Grimaldi el año 2005. Construido por la Constructora Campos Hermanos Ltda, e inaugurado con la presencia del Ministro del Interior Belisario Velasco. Su estructura es un cubo girado (representando la inestabilidad histórica) cubierto de láminas donadas por CODELCO (representando la riqueza de Chile), y describe en su interior la pobreza humana de lanzar personas al mar. En su interior exhibe y conserva restos de los rieles de ferrocarril extraídos desde las profundidades de la bahía de Quintero. Estos fueron sacados del mar en el marco de la investigación realizada para esclarecer la desaparición de prisioneros desde Villa Grimaldi; caso conocido como “calle conferencia”. Estas piezas son la prueba de uno de los métodos utilizados por la dictadura para la desaparición de personas, pues fueron usados como lastre para arrojar cuerpos al mar y ocultar la evidencia de los crímenes cometidos por la dictadura. Los rieles fueron entregados a la Corporación Parque por la Paz Villa Grimaldi el año 2005 por el Juez Guzmán, y el monumento fue inaugurado en 2007.

## Situación actual

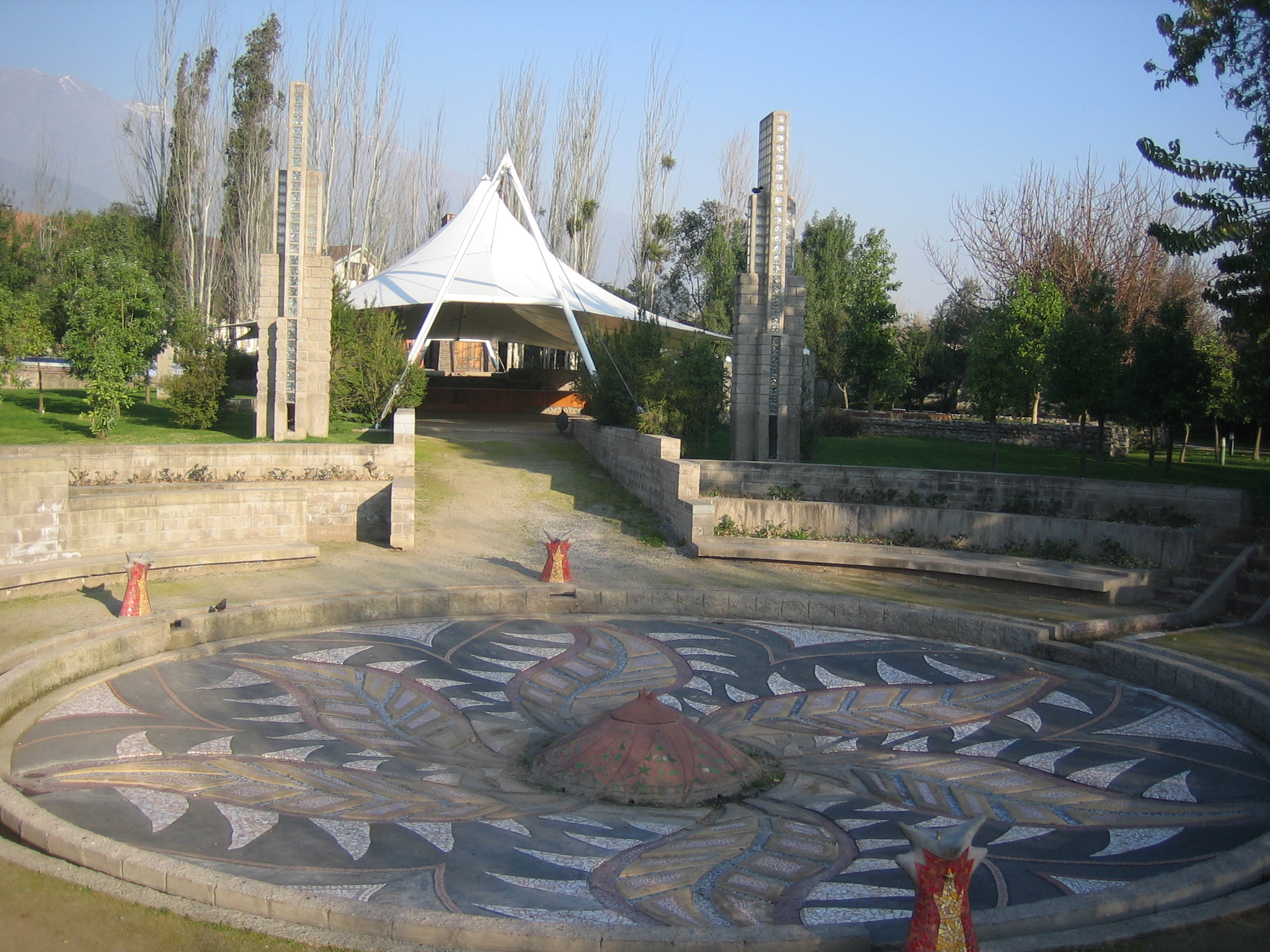
Auditorio del Parque por la Paz Villa Grimaldi.

Durante el período de transición a la democracia en 1990, el gobierno de Patricio Aylwin denuncia las irregulares transferencias de la propiedad de Villa Grimaldi. Recuperada la posesión del inmueble, el gobierno la destina en 1995 a crear el Parque por la Paz Villa Grimaldi. Inaugurado el 22 de marzo de 1997, se le rindió homenaje a todos los caídos y torturados que pasaron por ese lugar. En particular se destacó la labor del sacerdote José Aldunate, gran defensor de los derechos humanos durante la dictadura militar. El padre José Aldunate recibió las llaves de lo que fue el antiguo portón del centro de detención.
Gran parte de su trágica historia se encuentra relatada en el informe de la Comisión Nacional de Verdad y Reconciliación. El 27 de abril de 2004 el recinto fue declarado Monumento Histórico Nacional por el gobierno de Ricardo Lagos.
La Presidenta de la República Michelle Bachelet, asistió el 14 de octubre de 2006 a la inauguración del Teatro por la Vida, en el Parque por la Paz Villa Grimaldi. La mandataria hizo un íntimo recorrido por los espacios que sirvieron de celdas para mujeres, y por el lugar conocido como "la torre", adonde eran llevados los detenidos que luego "desaparecían".
En su discurso, Bachelet se mostró emocionada y declaró su orgullo de "ser la primera Presidente en visitar Villa Grimaldi" y reiterando su compromiso de "que en el país nunca más" ocurran hechos como los que se vivieron en el recinto. 

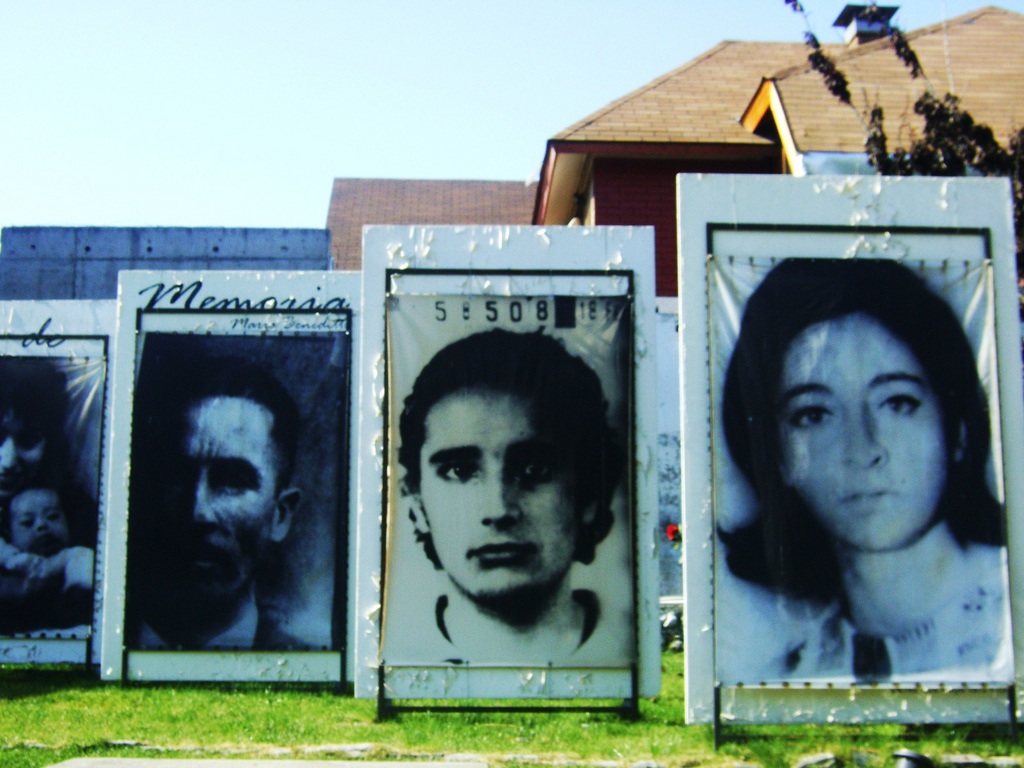
Fotografías de detenidos en Villa Grimaldi.

El 10 de marzo de 2007 se inauguró un jardín de rosas, junto a una pequeña fuente de agua. Estas rosas recuerdan a las que existieron en la antigua casa y que las internas podían sentir su presencia solo por su aroma. Junto a las rosas se colocaron los nombres de las 36 mujeres detenidas desaparecidas o ejecutadas que estuvieron en Villa Grimaldi. En la ceremonia se nombró a cada una de ellas, sus familiares y amigos fueron los encargados de colocar los nombres de estas mujeres junto a las rosas.
El año 2004 se rescataron desde la bahía de Quintero un grupo de rieles, quien encabezó este rescate fue el en ese entonces juez Juan Guzmán Tapia. Estos rieles fueron testigos de la desaparición forzada de personas, porque luego de ser detenidos en centros como Villa Grimaldi los agentes amarraban los cuerpos de los detenidos a rieles para ser lanzados al mar. Estos rieles rescatados se encuentran actualmente en Villa Grimaldi. El 5 de mayo de 2007 se inauguró un módulo de exposición donde se pueden apreciar estos rieles.
En la actualidad, dicho centro se ocupa en recordar la memoria de los detenidos desaparecidos y ex prisioneros políticos, mediante obras culturales, actos de memoria y políticos.